# 竇威
竇威（6世纪？—618年7月25日），字文蔚，扶风郡平陵县（今陕西省咸阳市秦都区）人，祖籍河南郡洛阳县（今河南省洛阳市东），隋朝、唐朝官员。

## 生平
竇威的父亲窦炽是北周上柱国，在隋朝担任太傅，太穆皇后是窦威堂兄弟的女儿。窦威性格深沉有才识度量，博览群书，他的家族世代都是功臣勋贵，各位兄弟都崇尚武艺，而窦威专心研习文史，专一自守。哥哥们都嘲笑窦威，称他是“书痴”。隋朝内史令李德林主持科举，窦威参加秀才考试，考中甲等，任秘书郎。任期结束后窦威应该升职，却坚持原职不愿调动，在秘书省十多年，学业更加增进广博。当时窦威的哥哥们都因为军功获得显要的官职，交往结识豪门权贵，宾客盈门，而窦威仅仅是闲散的官职。窦威的哥哥们对他说：“过去孔子积累学问成为圣人，还是在他的时代很狼狈，飘泊失意，你效法此道，又想追求什么？功名地位不通达，真是活该。”窦威笑而不答。过了很久，蜀王杨秀征召窦威出任记室，因为杨秀行事大多不守法，窦威自称患病回到故乡。杨秀被废黜后，王府的官吏大多获罪，只是窦威因为先见之明而获得保全。大业四年（608年），窦威屡次升任内史舍人，多次陈述朝政得失违背隋炀帝的旨意，窦威夫人是萧皇后的姐姐，因此改任考功郎中，后来被定罪免官，返回京城。
大业十三年（617年），李渊进入关中，征召窦威补任大丞相府司录参军。当时天下混乱，五礼荒废，窦威博学多识，很熟悉旧日的礼仪，朝章国典都是他制定的，禅让继位的文书也大多参与起草。李渊经常对裴寂说：“叔孙通也不能超过窦威。”武德元年六月甲戌（618年6月28日），窦威出任内史令。窦威奏议时仪态文雅，多引用历史为比喻，唐高祖很亲近看重他，有时将窦威引入卧室，常常促膝而谈。唐高祖曾经对窦威说：“昔日北周有八柱国的显贵，我与您家都曾任此职。如今我已是天子，您是内史令，根本相同末节差异，竟这样不平等。”窦威害怕，叩头拜谢说：“臣家过去在汉朝，四次成为外戚，到了北魏有三个皇后，陛下成为皇帝，我家又有皇后。臣因为姻戚的关系在中书省任职，自认为很惭愧，早晚谨慎害怕。”唐高祖笑着说：“您是以三朝皇后家族的身份向我夸耀吧！近来见到关东人和崔、卢结婚的，尚且自我夸耀，您家世代是皇帝的亲戚，不也是很高贵吗！”
窦威卧病在床后，唐高祖亲自去探望。武德元年六月辛丑（618年7月25日），窦威去世，窦威个性简洁朴素，家中不经营产业，没有多余的财物，遗嘱简单安葬。唐高祖为之哭的很伤心，赠予窦威尚书右仆射、同州刺史，追封延安郡公，谥号靖。窦威下葬的日子，唐高祖诏令太子李建成以及百官一起出动送葬。窦威有文集十卷。

## 其他
窦威曾拜入王通门下，接受王通的教导。

## 墓碑
窦威墓碑位于万年县，于志宁撰写，武德九年立碑。

## 家庭

### 夫人
- 兰陵萧氏，梁明帝萧岿之女，萧皇后姐姐[2]

### 兄弟姐妹
- 窦茂，隋朝邓国公
- 窦恭，北周柱国、亳州刺史、酂国公
- 窦览，隋朝开府、汶州总管、建安公
- 窦深，隋朝开府仪同三司、蔚州刺史、绥安县开国公
- 窦嶷，隋朝使持节、蔡州诸军事、蔡州刺史、上柱国、广武郡公
- 窦谊
- 纥豆陵含生，嫁北周赵国公宇文招，封赵国公夫人

### 子女
- 窦恽，唐朝岐州刺史、延安郡公

## 延伸阅读
[在维基数据编辑]
 《舊唐書·卷61》，出自刘昫《舊唐書》
 《新唐書·卷095》，出自《新唐書》